# Макаровская улица (Кронштадт)
Макаровская улица — улица в центре Кронштадта. Начинается от проспекта Ленина и тянется до Макаровских ворот. Пересечений с другими улицами не имеет, но к ней примыкают проспект Ленина, улицы: Карла Маркса, Коммунистическая, Красная и Арсенальный переулок. Макаровская улица проходит через мосты: Синий мост через Обводный канал и Доковый мост через канал Петровского дока.

## История
Улица известна с начала XVIII века. Тогда она называлась Дворцовой. С 1732 по 1909 год она носила название Поморская улица. В 1909 году улица названа Макаровской в честь адмирала С. О. Макарова — флотоводца, кораблестроителя и героя Русско-японской войны. 2 ноября 1918 года улица была переименована в Июльскую в память об июльских событиях 1917 г. Название Макаровская возвращено улице 7 июля 1993 года.

## Достопримечательности

### Футшток

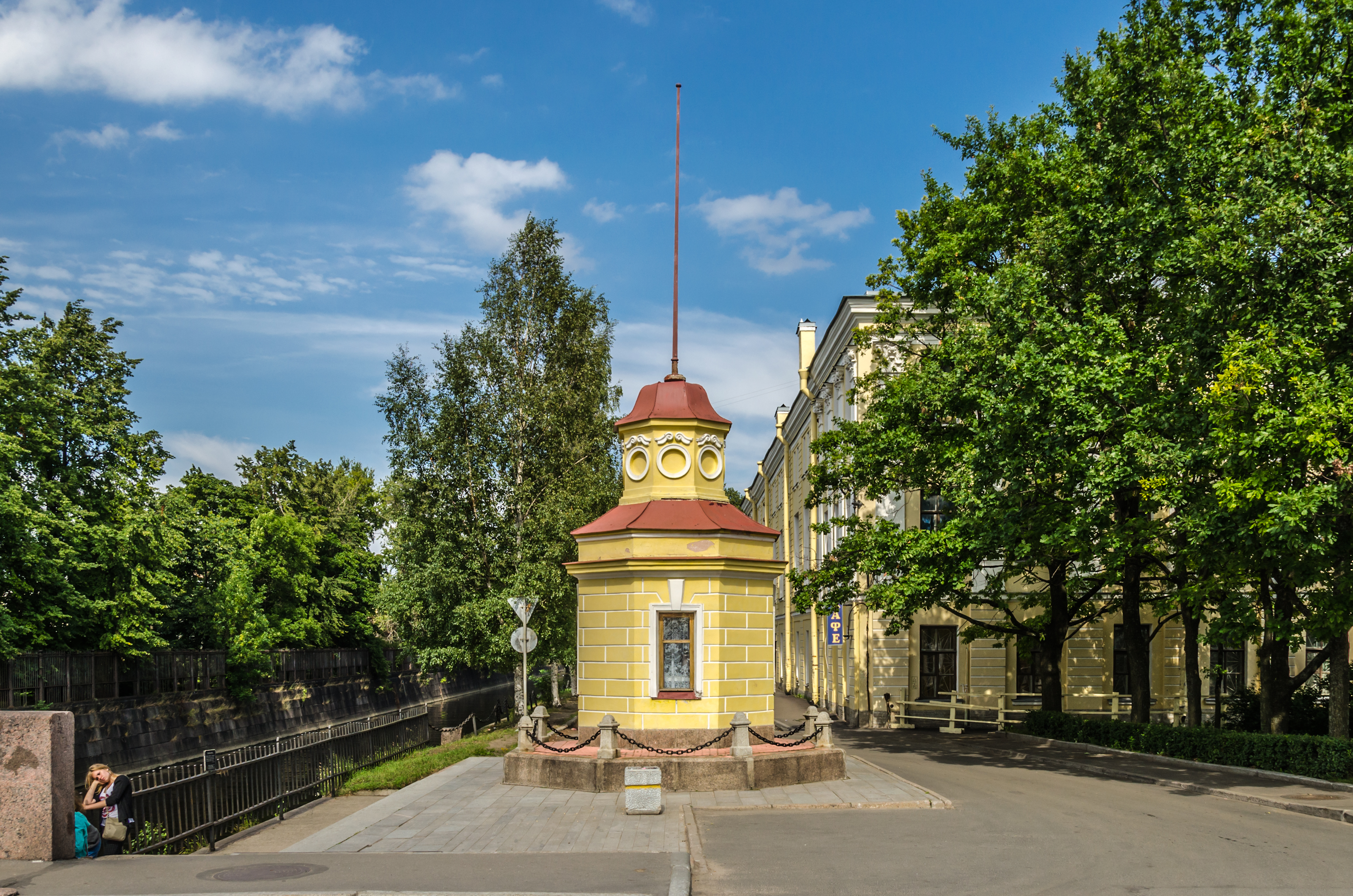
Мареограф рядом с Синим мостом

Футшточная служба начала действовать в 1707 году. Ноль высот был установлен в 1840 году по среднему уровню воды в 1825—1839. Здание мареографа рядом с Синим мостом появилось в 1898 году, под ним установлена линейка с отметками высот.
Также на Синем мосту поставлен памятник блокадной колюшке.

### Дом офицеров

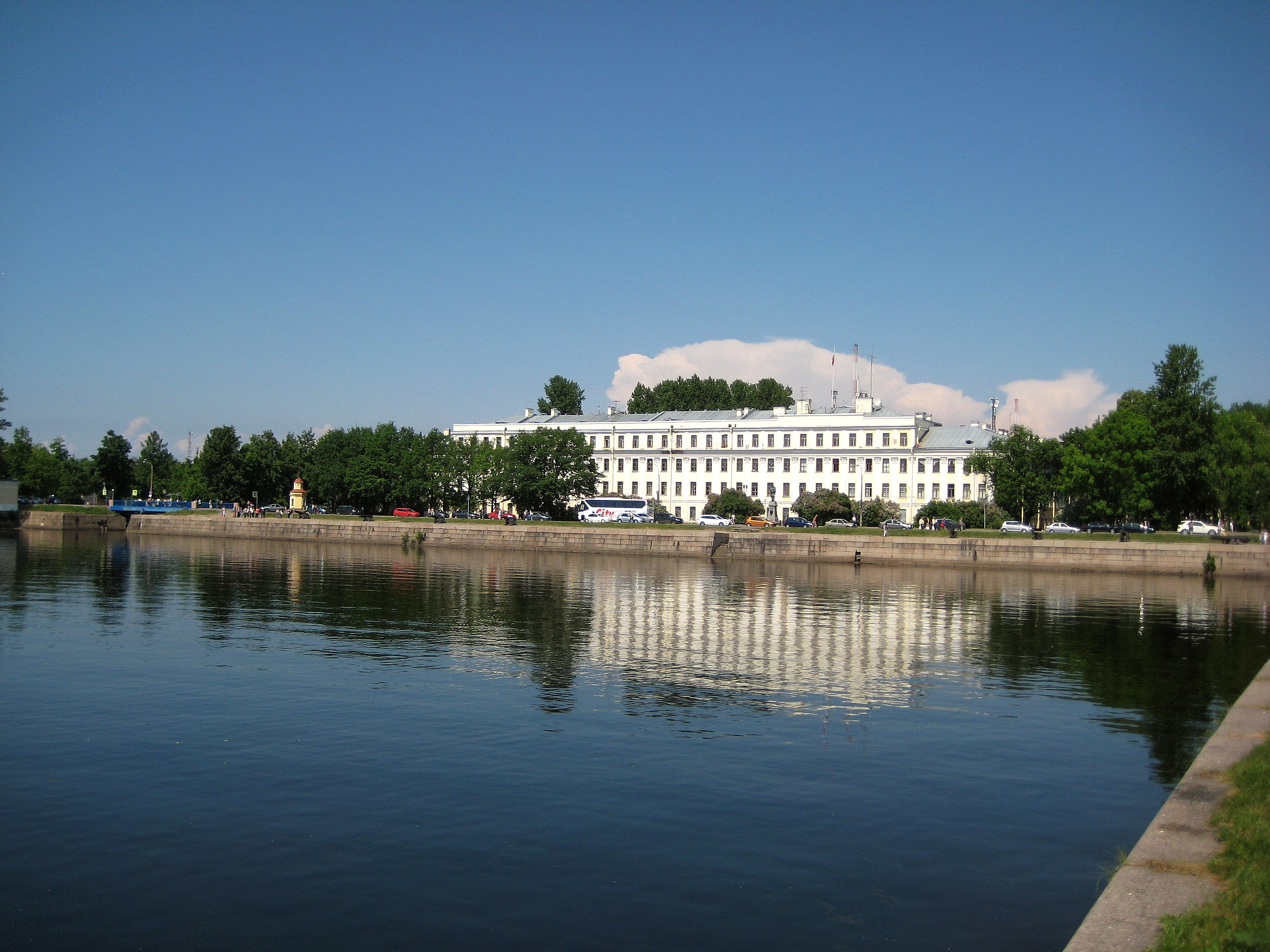
Итальянский дворец и Итальянский пруд

Расположен в здании бывшего Меншиковского дворца (он же Итальянский дворец). Построен в 1717—1724 годах И. Ф. Браунштайном при участии итальянских мастеров для первого губернатора Кронштадта А. Д. Меншикова, после ссылки которого трижды перестраивался. В 1900 году надстроен 4-м этажом, получившим название Штурманская башня. Сад перед дворцом разбит в 1858 году. Перед главным входом установлен памятник П. К. Пахтусову, исследователю Новой Земли.

### Петровский док

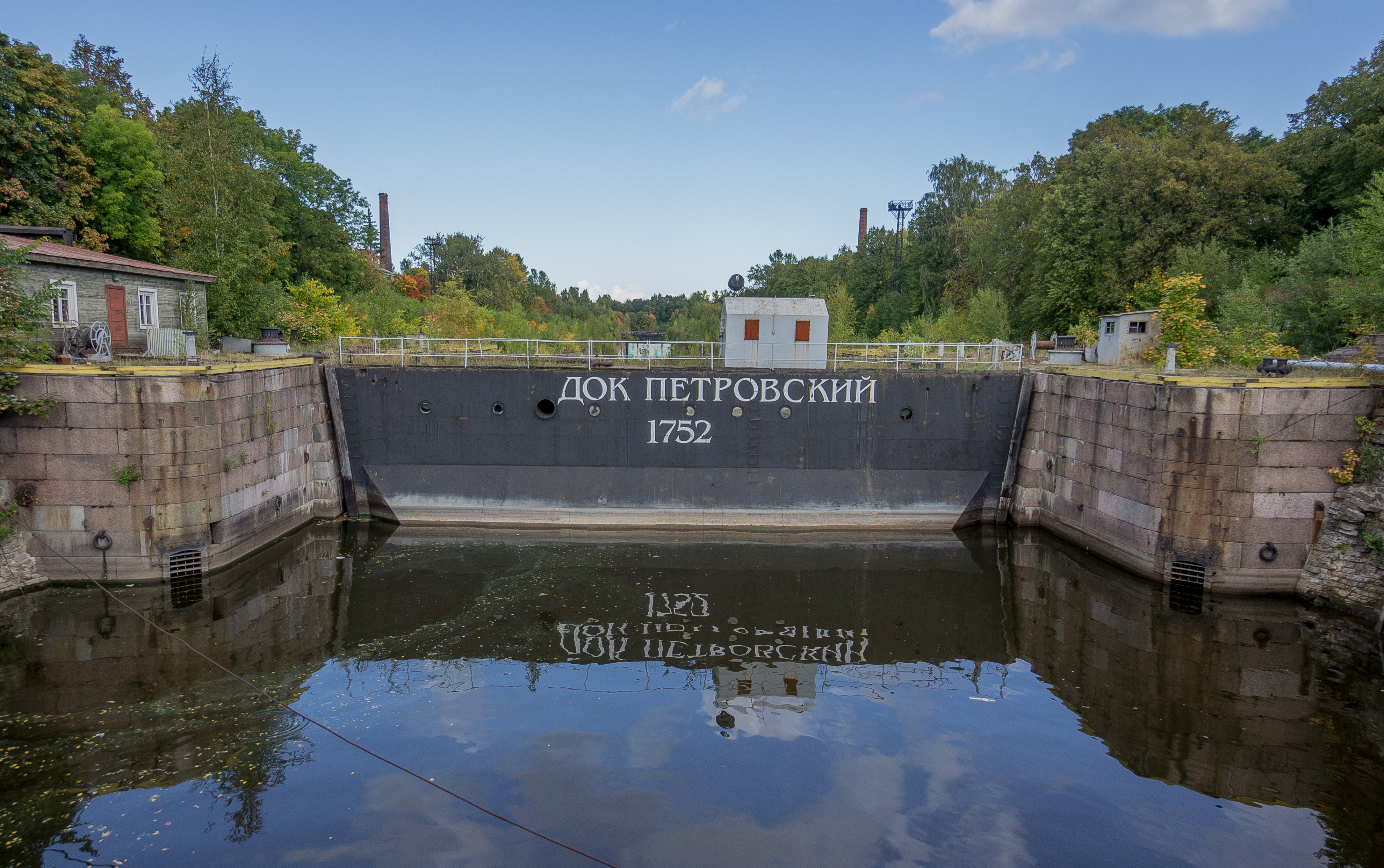
Петровский док

Лично Пётр I создал проект первого русского сухого дока. Идея была заводить суда в каналы, запирать их там шлюзами, а воду спускать в глубокий овраг, выкопанный в глубине острова. Так можно было обходиться без насоса, но требовалось множество рабочих рук. Грандиозные земляные работы начались в 1724, а закончились только в 1752. Запирание шлюзов, постановка судов на ремонт — всё делалось без машин, вручную, огромным количеством людей. Понаблюдав за тем, что происходит в доке, госпитальный врач Богданов в 1865 написал песню «Дубинушка»:

«Англичанин-хитрец, чтоб работе помочь,

Изобрел за машиной машину,

Ухитрились и мы: чуть пришлося невмочь,

Вспоминаем родную дубину».

### Петровский парк

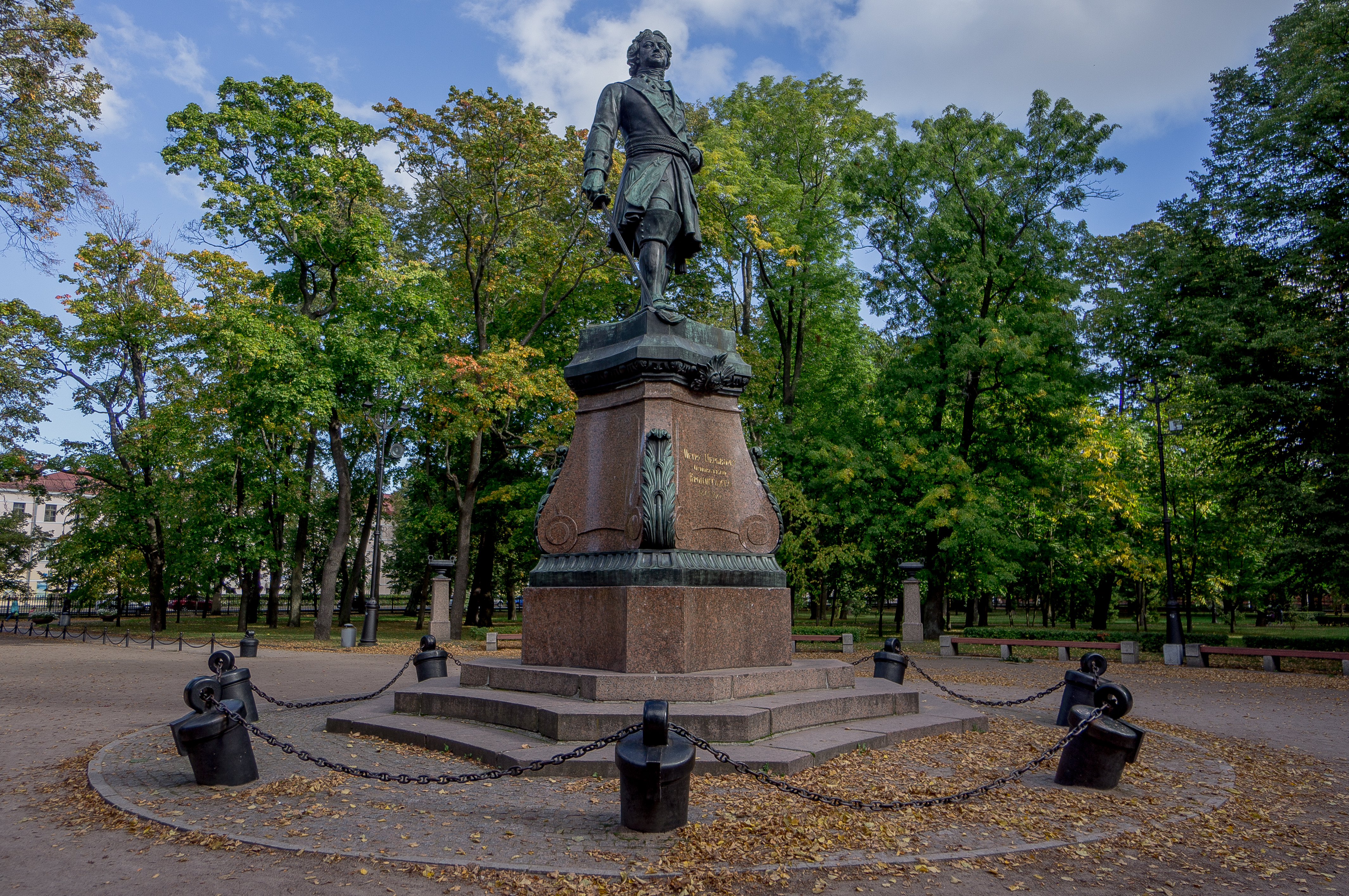
Памятник Петру I в Петровском парке

- В парке установлен памятник Петру I. Модель приобретена в 1839 году у Теодора Жака, отлит в 1841 году скульптором Клодтом. Первый памятник, изображающий Петра в полный рост — до этого были либо бюсты, либо конные статуи. В 1961 году у памятника украли шпагу, и её так и не нашли. Вместо неё отлили другую шпагу, которая уже не соответствует по стилю шпагам, использовавшимся во времена Петра.
- Зимняя (Петровская) пристань. С 1997 года сюда прибывает пассажирский водный транспорт (паромы из Ломоносова — отменены в 2011 г., метеоры, а затем — аквабусы из Санкт-Петербурга). У другой части пристани стоят корабли Балтийского флота.
- Пушки, якоря и маяк.

### Другие достопримечательности

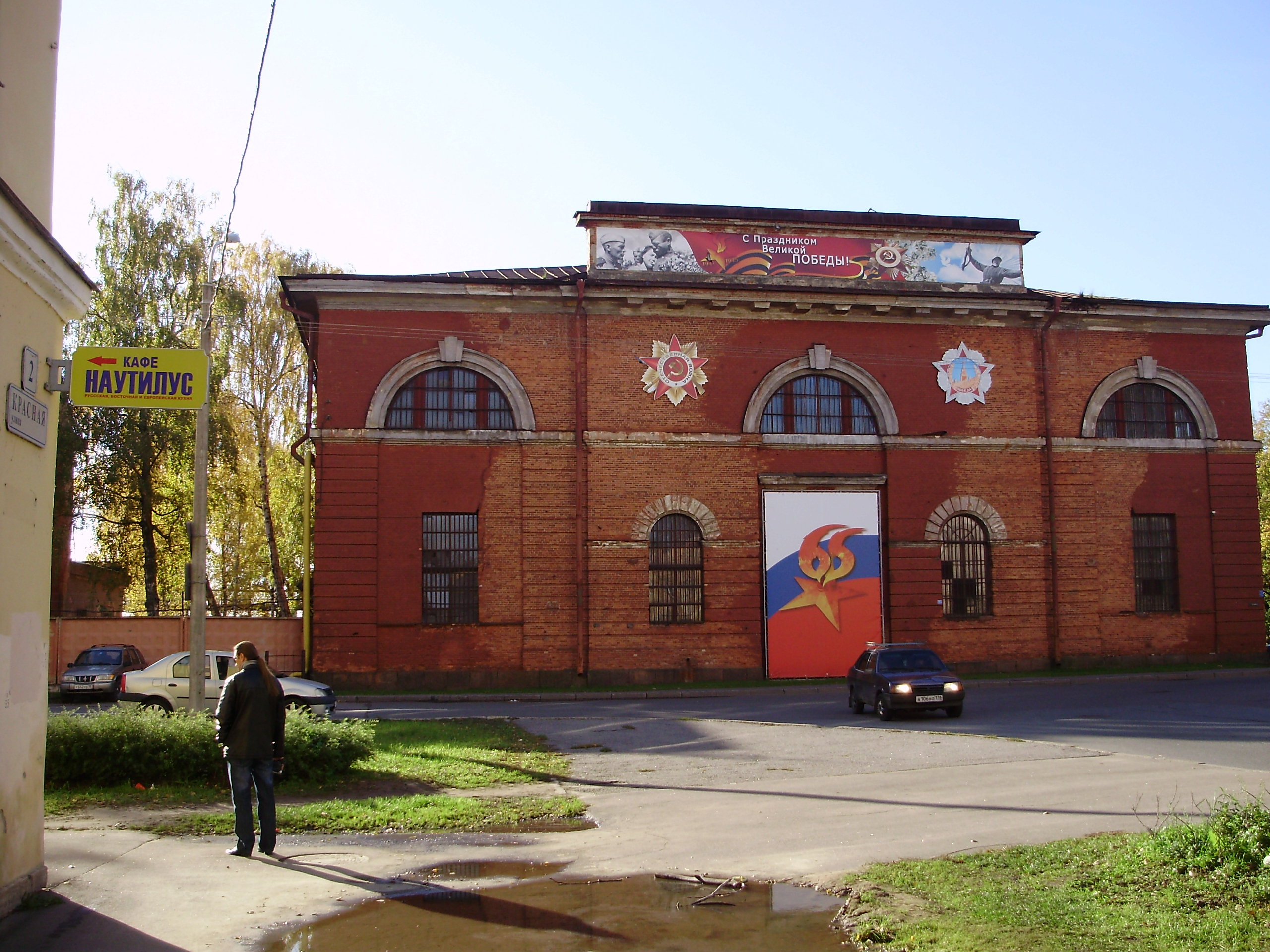
Здание Арсенала на углу Красной и Макаровской улиц

- Кабинет-музей А. С. Попова в комплексе зданий Первого учебного морского экипажа
- Итальянский пруд, Голландская кухня и здание Рыбных рядов.
- Памятник морякам-подводникам в сквере Подводников, расположенном между улицами Макаровской, Комсомола, Карла Маркса и проспектом Ленина.
- Указатель на города-побратимы с расстояниями до них.
- Здание Арсенала.
- Драматический театр Балтийского флота (Макаровская улица, дом 3)[2] в здании Дома офицеров.
- Мемориальная доска на доме № 2 в честь революционера И. В. Бабушкина, работавшего здесь в 1887 году в торпедной мастерской Кронштадтского порта.
- Памятный знак в честь награждения Кронштадта 26 января 1984 года Орденом Красного знамени[3]

## Транспорт
- Автобусы № 1Кр и 3Кр. Для автобуса № 1Кр на Макаровской улице расположено кольцо у Макаровских ворот.
- Водный транспорт (метеоры).